# Qualificazioni al campionato europeo maschile di calcio 2000 - Gruppo 3

## Classifica
| Pos. | Squadra          | P.ti | G | V | P | S | RF | RS | DR  |
| ---- | ---------------- | ---- | - | - | - | - | -- | -- | --- |
| 1    | Germania         | 19   | 8 | 6 | 1 | 1 | 20 | 4  | +16 |
| 2    | Turchia          | 17   | 8 | 5 | 2 | 1 | 15 | 6  | +9  |
| 3    | Finlandia        | 10   | 8 | 3 | 1 | 4 | 13 | 13 | 0   |
| 4    | Irlanda del Nord | 5    | 8 | 1 | 2 | 5 | 4  | 19 | -15 |
| 5    | Moldavia         | 4    | 8 | 0 | 4 | 4 | 7  | 17 | -10 |

## Risultati
| Arbitro: | Barber |

|                                         |           |                |
| Kolkka 8’ Johansson 44’ Paatelainen 63’ | Marcatori | 10’, 12’ Oprea |

| Arbitro: | Wójcik |

|                           |           |  |
| Oktay 18’, 58’ Tayfur 50’ | Marcatori |  |

| Arbitro: | Arsić |

|             |           |  |
| Rowland 36’ | Marcatori |  |

| Arbitro: | Dallas |

|           |           |  |
| Şükür 70’ | Marcatori |  |

| Arbitro: | Marín |

|          |           |                               |
| Guzun 6’ | Marcatori | 19’, 35’ Kirsten 38’ Bierhoff |

| Arbitro: | Krondl |

|          |           |                                             |
| Ogün 74’ | Marcatori | 5’ Paatelainen 51’ Johansson 90+6’ Litmanen |

| Arbitro: | Hriňák |

|                      |           |                                  |
| Dowie 49’ Lennon 63’ | Marcatori | 22’ Gaidamașciuc 56’ Testemițanu |

| Arbitro: | Cesari |

|  |           |                                 |
|  | Marcatori | 11’, 43’ Bode 62’ (aut.) Morrow |

| Arbitro: | Plautz |

|                      |           |  |
| Şükür 34’ Sergen 90’ | Marcatori |  |

| Arbitro: | Khusainov |

|                           |           |  |
| Jeremies 31’ Neuville 37’ | Marcatori |  |

| Chișinău 31 marzo 1999, ore 19:00 UTC+3 | Moldavia  | 0 – 0 referto | Irlanda del Nord | Republican Stadium (9.237 spett.)\| Arbitro: \| Trivković \| |
| Arbitro:                                | Trivković |               |                  |                                                              |

| Arbitro: | Coroado |

|                                                       |           |             |
| Bierhoff 2’, 56’, 82’ Kirsten 27’ Bode 38’ Scholl 71’ | Marcatori | 76’ Șișchin |

| Arbitro: | Jol |

|                             |           |                                |
| Tihinen 10’ Paatelainen 14’ | Marcatori | 25’, 84’ Tayfur 34’, 87’ Şükür |

| Chișinău 9 giugno 1999, ore 19:00 UTC+3 | Moldavia | 0 – 0 referto | Finlandia | Republican Stadium (6.100 spett.)\| Arbitro: \| Treossi \| |
| Arbitro:                                | Treossi  |               |           |                                                            |

| Arbitro: | Nieto |

|           |           |                  |
| Salli 63’ | Marcatori | 2’, 17’ Bierhoff |

| Arbitro: | Sars |

|  |           |                    |
|  | Marcatori | 45’, 46’, 48’ Arif |

| Arbitro: | Bikas |

|                                 |           |  |
| Bierhoff 2’ Ziege 16’, 33’, 45’ | Marcatori |  |

| Arbitro: | Schluchter |

|             |           |            |
| Epureanu 3’ | Marcatori | 76’ Tayfur |

| Monaco di Baviera 9 ottobre 1999, ore 19:30 UTC+2 | Germania | 0 – 0 referto | Turchia | Olympiastadion (63.572 spett.)\| Arbitro: \| Collina \| |
| Arbitro:                                          | Collina  |               |         |                                                         |

| Arbitro: | Ancion |

|                                         |           |             |
| Johansson 9’ Hyypiä 63’ Kolkka 73’, 83’ | Marcatori | 59’ Whitley |

## Statistiche

### Classifica marcatori
7 reti
- Oliver Bierhoff

4 reti
- Tayfur Havutçu
- Hakan Şükür

3 reti
- Jonatan Johansson
- Joonas Kolkka
- Mixu Paatelainen
- Marco Bode
- Ulf Kirsten
- Christian Ziege
- Arif Erdem

2 reti
- Igor Oprea
- Oktay Derelioğlu

1 rete
- Sami Hyypiä
- Jari Litmanen
- Janne Salli
- Hannu Tihinen
- Jens Jeremies
- Oliver Neuville
- Mehmet Scholl
- Sergiu Epureanu
- Vladimir Gaidamașciuc
- Alexandru Guzun
- Gheorghe Stratulat
- Ion Testemițanu
- Iain Dowie
- Neil Lennon
- Keith Rowland
- Jeff Whitley
- Ogün Temizkanoğlu
- Sergen Yalçın

autoreti
- Steve Morrow (pro Germania)